# Philarctus rhomboidalis
Philarctus rhomboidalis är en nattsländeart som beskrevs av Martynov 1924. Philarctus rhomboidalis ingår i släktet Philarctus och familjen husmasknattsländor. Inga underarter finns listade i Catalogue of Life.